# Đĩa mở rộng
Extended play viết tắt là EP (hay còn gọi là mini album, đĩa mở rộng) là loại đĩa nhựa cứng hay CD có chứa nhiều bài nhạc hơn một đĩa đơn, nhưng lại quá ngắn để xem là một album. Thường thì một đĩa EP dài khoảng 10-20 phút, trong khi một đĩa đơn có dưới 10 phút và một album có khoảng 30-80 phút. Đĩa Mini-LP thường có độ dài 20-30 phút. Ở Vương quốc Anh, Công ty Bảng xếp hạng Chính thức (The Official Charts Company) định nghĩa điểm khác biệt giữa đĩa EP và album là độ dài 25 phút hay số lượng 4 bài. EP được phát hành với kích thước khác nhau ở các thời kì khác nhau. Vào những năm 1950 và 1960, EP thường là đĩa thu âm 45 RPM 7" (18 cm), với 2 bài trên mỗi mặt đĩa.

## Lịch sử
EP được phát hành với nhiều kích cỡ khác nhau ở các thời đại khác nhau. Các bản ghi nhiều bản nhạc sớm nhất, được phát hành vào khoảng năm 1919 bởi Grey Gull Records , được cắt theo chiều dọc các đĩa 78 vòng / phút được gọi là bản ghi "2 trong 1". Những cái này có rãnh mịn hơn bình thường, như Edison Disc Records . Đến năm 1949, khi đĩa đơn 45 vòng / phút và LP 33 ⁄ vòng / phút đang cạnh tranh nhau, đĩa đơn 7 inch 45 vòng / phút có thời gian chơi tối đa chỉ khoảng bốn phút mỗi mặt.
Một phần là nỗ lực cạnh tranh với LP được đối thủ Columbia giới thiệu vào năm 1948 , RCA Victor đã giới thiệu "Extends Play" 45s trong năm 1952 . Các rãnh hẹp hơn của chúng đạt được bằng cách giảm mức độ cắt và nén âm thanh tùy chọn, cho phép chúng duy trì tốc độ lên đến 7,5 phút mỗi mặt—nhưng vẫn được phát bằng máy quay đĩa 45 vòng/phút tiêu chuẩn . Trong thời kỳ đầu, các công ty thu âm đã phát hành toàn bộ nội dung của LP dưới dạng EP 45 vòng / phút.  Đây thường là các LP 10 inch (được phát hành cho đến giữa những năm 1950) được chia thành hai EP 7 inch hoặc LP 12 inch được chia thành ba EP 7 inch, được bán riêng lẻ hoặc cùng nhau trong các nắp gập. Cách làm này trở nên ít phổ biến hơn nhiều với sự ra đời của máy quay đĩa có tốc độ gấp ba lần. [ cần dẫn nguồn ]
Được RCA giới thiệu ở Mỹ vào năm 1952, EMI đã phát hành EP đầu tiên ở Anh vào tháng 4 năm 1954.  EP thường là tập hợp các đĩa đơn hoặc bộ lấy mẫu album và thường được phát ở tốc độ 45 vòng / phút trên đĩa 7 inch (18 cm), với mỗi bên hai bài hát. 
RCA đã thành công ở định dạng này với Elvis Presley , phát hành 28 EP từ năm 1956 đến năm 1967 , nhiều trong số đó đứng đầu bảng xếp hạng Billboard EP riêng biệt trong thời gian tồn tại ngắn ngủi của nó. [ cần dẫn nguồn ] Khác với những sản phẩm do RCA xuất bản, EP tương đối phổ biến ở Hoa Kỳ và Canada, nhưng chúng được bán rộng rãi ở Vương quốc Anh và ở một số nước châu Âu khác, trong những năm 1950 và 1960. Ở Thụy Điển, EP từ lâu đã là định dạng đĩa hát phổ biến nhất, với tới 85% thị trường vào cuối những năm 1950 là EP. 
Billboard giới thiệu bảng xếp hạng EP hàng tuần vào tháng 10 năm 1957, lưu ý rằng "thị trường dành cho lứa tuổi thanh thiếu niên rõ ràng đang thống trị hoạt động kinh doanh EP, với 7 trong số 10 EP bán chạy nhất có sự góp mặt của các nghệ sĩ có sức hấp dẫn mạnh mẽ ở lứa tuổi thanh thiếu niên — bốn bộ của Elvis Presley, hai của Pat Boone và một của Little Richard ". Nhà bán lẻ đĩa hát đã in bảng xếp hạng EP vào năm 1960. [ cần dẫn nguồn ] The New Musical Express ( NME ) , Melody Maker , Disc and Music Echo và Record Mirror tiếp tục liệt kê các EP trên bảng xếp hạng đĩa đơn tương ứng của họ. Khi BBC và Nhà bán lẻ đĩa hát ủy quyền cho Cục Nghiên cứu Thị trường Anh (BMRB) (nay là: Tập đoàn Kantar) biên soạn một bảng xếp hạng, nó chỉ giới hạn ở các đĩa đơn và các EP đã biến mất khỏi danh sách. [ cần dẫn nguồn ]
Sự phổ biến của EP ở Mỹ đã giảm vào đầu những năm 1960 vì LP. Ở Vương quốc Anh, Cliff Richard and the Shadows , cả cá nhân và tập thể, và Beatles là những nghệ sĩ phát hành nhiều EP nhất trong những năm 1960, nhiều trong số đó là những bản phát hành rất thành công. The Beatles' Twist and Shout bán chạy hơn hầu hết các đĩa đơn trong vài tuần vào năm 1963. Thành công của EP ở Anh kéo dài cho đến khoảng năm 1967, nhưng sau đó nó đã có sự hồi sinh mạnh mẽ với nhạc punk rock vào cuối những năm 1970 và sự chuyển thể của định dạng này cho 12- đĩa đơn inch và CD . 
Ở Anh, EP đôi khi được sử dụng để đóng gói lại các bài hát đã được phát hành trước đó trong album. The Shadows đã phát hành EP The Shadows No. 2 và The Shadows No. 3, cả hai đều bao gồm các bài hát trong album The Shadows . Các bài hát trong album đầu tiên của Adam Faith cũng được phát hành trên ba EP, tất cả đều có bìa giống như album, nhưng liệt kê các bài hát ở trên cùng. The Beatles EP Twist and Shout chỉ chứa các bài hát có trong album Please Please Me của họ.
Giá sản xuất của một EP cao hơn một chút so với giá của một đĩa đơn.  Vì vậy, chúng là một món hời cho những người không sở hữu đĩa LP chứa các bài hát. 

### Các bản phát hành EP đáng chú ý
Một số album nhạc cổ điển được phát hành vào đầu kỷ nguyên LP cũng được phân phối dưới dạng album EP—đáng chú ý là bảy vở opera mà Arturo Toscanini đã biểu diễn trên đài phát thanh từ năm 1944 đến năm 1954. Những EP opera này ban đầu được phát sóng trên mạng NBC Radio và do RCA sản xuất. , công ty sở hữu mạng NBC khi đó, được cung cấp ở cả tốc độ 45 vòng / phút và 33 ⁄ vòng /  phút. Vào những năm 1990, chúng bắt đầu xuất hiện trên đĩa compact. [ cần dẫn nguồn ]
Trong những năm 1950 , RCA đã xuất bản một số album EP của các bộ phim Walt Disney , bao gồm cả câu chuyện và bài hát. Chúng thường có dàn diễn viên ban đầu gồm các nam nữ diễn viên. Mỗi album chứa hai bản ghi 7 inch, cộng với một tập sách nhỏ có minh họa đầy đủ chứa nội dung của bản ghi âm để trẻ em có thể theo dõi bằng cách đọc. Một số tựa phim bao gồm Bạch Tuyết và bảy chú lùn (1937), Pinocchio (1940), và bản phát hành gần đây sau đó, phiên bản điện ảnh của 20.000 Leagues Under the Sea được trình chiếu vào năm 1954 . Việc ghi âm và xuất bản 20.000 là một điều bất thường: nó không sử dụng dàn diễn viên của phim, và nhiều năm sau, con số 12 trong 33+Album 1 ⁄ vòng / phút, với kịch bản gần như giống hệt nhau, nhưng có một dàn diễn viên khác, đã được Disneyland Records bán cùng với việc phát hành lại bộ phim vào năm 1963. [ cần dẫn nguồn ]
Do sự phổ biến của 7" và các định dạng khác, bản ghi SP (78 vòng/phút, 10") trở nên ít phổ biến hơn và việc sản xuất SP ở Nhật Bản bị đình chỉ vào năm 1963. 
Ở Philippines , các EP 7 inch được tiếp thị là " LP mini " (nhưng khác biệt rõ ràng với các mini-LP của những năm 1980) được giới thiệu vào năm 1970, với các bản nhạc được chọn từ một album và bao bì giống như album mà chúng được lấy từ đó.  Định dạng mini-LP này cũng trở nên phổ biến ở Mỹ vào đầu những năm 1970 để phát hành quảng cáo và cũng để sử dụng trong máy hát tự động . 
Stevie Wonder đã bao gồm một EP bốn bài hát bổ sung với các Bài hát LP đôi của anh ấy trong Key of Life vào năm 1976. Trong những năm 1970 và 1980, có ít tiêu chuẩn hóa hơn và các EP được tạo ra trên các loại màn hình bảy inch (18 cm), 10 inch (25). cm) hoặc đĩa 12 inch (30 cm) chạy ở tốc độ 33 ⁄ hoặc 45 vòng/phút. Một số EP mới lạ sử dụng hình dạng và màu sắc kỳ lạ, một số trong số đó là đĩa hình . [ cần dẫn nguồn ]
Alice in Chains là ban nhạc đầu tiên có EP đạt vị trí quán quân trên bảng xếp hạng album Billboard . EP của nó, Jar of Flies , được phát hành vào ngày 25 tháng 1 năm 1994. Vào tháng 12 năm 1997, rapper người Mỹ Eminem phát hành The Slim Shady EP , giới thiệu bản ngã thay đổi "Slim Shady" của anh ấy. Năm 2004, EP hợp tác của Linkin Park và Jay-Z , Collision Course , là EP tiếp theo đạt vị trí số một sau Alice in Chains. Năm 2010, dàn diễn viên của loạt phim truyền hình Glee trở thành nghệ sĩ đầu tiên có hai EP đạt vị trí quán quân, với Glee: The Music, The Power of Madonna vào tuần 8 tháng 5 năm 2010, và Glee: The Music, Journey to Regionals vào tuần ngày 26 tháng 6 năm 2010. [ cần dẫn nguồn ]
Năm 2010, Warner Bros. Records đã hồi sinh định dạng này với việc cung cấp sáu bài hát trên đĩa compact "Six-Pak" của họ. 

### EP trong kỷ nguyên kỹ thuật số và phát trực tuyến
Do sự phổ biến ngày càng tăng của việc tải xuống nhạc và phát nhạc trực tuyến bắt đầu từ cuối những năm 2000, EP đã trở thành một chiến lược tiếp thị chung cho các nhạc sĩ nhạc pop mong muốn duy trì sự phù hợp và phân phối âm nhạc trong những khung thời gian nhất quán hơn dẫn đến hoặc theo sau các album phòng thu đầy đủ. Vào cuối những năm 2000 đến đầu những năm 2010, việc phát hành lại các album phòng thu với danh sách bài hát mở rộng là điều phổ biến, với nhạc mới thường được phát hành dưới dạng EP độc lập. Vào tháng 10 năm 2010, một bài báo của Vanity Fair về xu hướng này đã ghi nhận các EP sau album là "bước tiếp theo trong việc kéo dài thời hạn sử dụng của album, theo sau các ấn bản "cao cấp" tràn ngập các cửa hàng trong vài mùa nghỉ lễ vừa qua—thêm một vài bản nhạc vào album. phần cuối của một album và phát hành một trong số chúng trên đài phát thanh, phủ một lớp sơn mới, và—thì đấy!—một chiếc tất nhồi đã ra đời."  Ví dụ về các bản phát hành như vậy bao gồm The Fame Monster (2009) của Lady Gaga sau album đầu tay The Fame (2008) và Cannibal của Kesha (2010) sau album đầu tay Animal (2010) của cô.
Một bài báo năm 2019 trên Forbes thảo luận về kế hoạch phát hành album phòng thu thứ bảy sắp tới của Miley Cyrus dưới dạng bộ ba gồm ba EP, bắt đầu với She Is Coming , cho biết: "Bằng cách cung cấp bộ ba EP trong suốt khoảng thời gian vài tháng, Miley đang mang đến cho người hâm mộ nhiều hơn những gì họ muốn, chỉ với liều lượng nhỏ hơn. Khi một nghệ sĩ tung ra một album, họ có nguy cơ quên nó sau một vài tuần, lúc đó họ cần phải bắt đầu công việc tiếp theo, trong khi vẫn còn. quảng bá và lưu diễn nỗ lực gần đây của họ. Miley đang cố gắng hết sức để chơi trò chơi với hệ thống bằng cách thu âm một album và phân phối từng phần cho người hâm mộ."  Tuy nhiên, chiến lược phát hành này sau đó đã bị loại bỏ để chuyển sang phát hành album thông thường là Plastic Hearts .  Các nhạc sĩ nhạc pop nổi tiếng trước đây đã áp dụng chiến lược phát hành như vậy bao gồm Colbie Caillat với album thứ năm Gypsy Heart (2014) được phát hành sau EP của năm bài hát đầu tiên của album có tên Gypsy Heart: Side A ba tháng trước khi phát hành. album đầy đủ; và album phòng thu thứ tư của Jessie J ROSE (2018) được phát hành dưới dạng bốn EP trong nhiều ngày mang tên R (Realisations) , O (Obsessions) , S (Sex) và E (Empowerment)